# Perles (Lérida)
Perles es una localidad española del municipio leridano de Fígols y Aliñá, en la comunidad autónoma de Cataluña.

## Historia
A mediados del siglo XIX, el lugar, por entonces perteneciente al municipio de Aliñá, tenía contabilizada una población de 75 habitantes. La localidad aparece descrita en el decimosegundo volumen del Diccionario geográfico-estadístico-histórico de España y sus posesiones de Ultramar de Pascual Madoz de la siguiente manera: 

PERLAS DE SEGRE: l. agregado al ayunt. de Aliñá, en la prov. de Lérida (18 leg.), part. jud. y dióc. de Seo de Urgel (6), aud. terr. y c. g. de Barcelona (18 1/2). sit. en terreno montuoso, y no muy dist. del r. Segre: en clima frio y sano. Consta de 13 casas, y una igl. parr. (San Roman), de la que depende el anejo de Canelles, servida por un cura párroco de entrada y de provision del diocesano. Confina el térm. por N. con Vansa; E. Aliñá; S. Cambrils. y O. Boloriu. El terreno es montuoso y de mediana calidad, cruzado por el riach. de su nombre, y por los caminos que dirigen á los pueblos inmediatos. prod.: centeno, cebada y patatas; cria ganado lanar, vacuno y cabrío y mucha caza menor. pobl.: 15 vec., 75 alm. riqueza imp.: 30,079 rs. contr.: el 14'48 por 100 de esta riqueza.
(Madoz, 1848, p. 815)

Hoy día pertenece al municipio de Fígols y Aliñá. En 2022, la entidad singular de población de Perles tenía empadronados 29 habitantes y el núcleo de población 14 habitantes.

## Patrimonio
En el lugar hay una iglesia bajo la advocación de San Román.